# Bellucia huberi
Bellucia huberi är en tvåhjärtbladig växtart som först beskrevs av John Julius Wurdack, och fick sitt nu gällande namn av Susanne Sabine Renner. Bellucia huberi ingår i släktet Bellucia och familjen Melastomataceae. Inga underarter finns listade i Catalogue of Life.